# Hommarting
Hommarting é uma comuna francesa na região administrativa de Grande Leste, no departamento de Mosela. Estende-se por uma área de 10,19 km². Em 2010 a comuna tinha 861 habitantes (densidade: 84,5 hab./km²).